# Temporada de huracanes del Pacífico de 2010
La temporada de huracanes del Pacífico de 2010 fue la menos activa de que se tenga registros, en términos del número de tormentas nombradas —es decir, al menos con intensidad de tormenta tropical—  debido a una potente influencia de La Niña. Contrariamente, la temporada de huracanes del Atlántico de 2010 fue una de las más activas. La temporada comenzó de manera oficial el 15 de mayo en el océano Pacífico este y el 1 de junio en el Pacífico central, y terminó oficialmente el 30 de noviembre. Estas fechas delimitan convencionalmente el período de cada año cuando la mayor parte de ciclones tropicales se forman en el océano Pacífico central y del Este. Sin embargo, la formación de éstos eventos meteorológicos es posible en cualquier momento. En efecto, unas tres semanas después del término de una temporada excepcionalmente tranquila, se registró la tormenta tropical Omeka en el Pacífico central, entre el 20 y el 21 de diciembre, que marcó un récord como la más tardía en la cuenca del Pacífico central. En la cuenca del Pacífico del Este, la última tormenta se disipó el 23 de septiembre, nueve semanas antes del final oficial, lo que también marcó un récord como la temporada que finalizó antes desde que existen registros. 
Antes de la formación de la primera tormenta, la Administración Nacional Oceánica y Atmosférica de Estados Unidos (NOAA, por su sigla en inglés) emitió su pronóstico oficial para ambas cuencas del Pacífico. Se predijo que ambas áreas mostrarían una actividad por debajo del promedio debido fundamentalmente a dos factores. El primero era la influencia de un El Niño-Oscilación del Sur (ENOS) neutro, conocido también como La Niña y la continuación de la tendencia de una fase de actividad disminuida presente desde 1995. Contrariamente a la temporada de 2009, la primera tormenta tropical de la temporada de 2010 -Agatha- se formó en mayo. Agatha se desarrolló el 29 de mayo cerca de la costa de Guatemala. A mediados de junio, se desarrolla una súbita serie de ciclones tropicales que incluyó los primeros dos huracanes mayores de la temporada: Celia y Darby. En cambio, a continuación de un mes de junio récord por su actividad, el mes de julio no registró sistemas nombrados; era la primera vez que ello sucedía desde la temporada de 1966.
Hubo cuatro ciclones tropicales que tocaron tierra esta temporada. El primero fue la tormenta tropical Agatha que ocasionó lluvias catastróficas e inundaciones en América Central, especialmente en Guatemala. Decenas de miles de estructuras, incluyendo hogares, fueron destruidos en cuatro naciones, dejando 317 víctimas mortales y alrededor de US$ 1.100 millones(2010) en daños a la propiedad. La depresión tropical Dos-E causó daños menores en tierra y provocó solo lluvias moderadas y vientos arrachados en el estado mexicano de Oaxaca. Por el contrario, la depresión tropical Once-E causó innumerables inundaciones en el Sur de México, con más de 50 muertes en áreas de Oaxaca y millones de dólares en daños. La tormenta tropical Georgette, que tocó tierra al sur de la península de Baja California y México continental causó daños menores. 
El huracán Celia fue el primer huracán de categoría 5 de la temporada y marcó la primera ocasión en que hubo dos temporadas consecutivas con huracanes de dicha categoría, luego del huracán Rick de la temporada de 2009. Celia fue también el segundo huracán categoría 5 de junio luego del huracán Ava de 1973. El 25 de junio, el huracán Darby se convirtió en el segundo huracán mayor de la temporada, y a la vez, el segundo huracán mayor más temprano del mes de junio. No obstante, luego de un mes de junio muy activo, hubo un período de inactividad entre julio y septiembre, con solo dos tormentas nombradas en ese período. Septiembre de 2010 fue el septiembre menos activo desde que comenzaron los registros fidedignos en 1971. En dicho mes, solo se registró la formación de la tormenta tropical Georgette, debido, en parte, a La Niña. Hubo un bajo nivel récord de formación de ciclones tropicales. 
Hacia el final de la temporada, el Pacífico central no había experimentado ciclón tropical alguno. La última vez en que esto se dio, había sido en la temporada de 1979. Sin embargo, la tormenta tropical Omeka se desarrolló inesperadamente en el mes de diciembre, marcando así la tercera vez que se desarrollaba un ciclón tropical en dicho mes al este de la línea internacional de cambio de fecha, luego del huracán Winnie de la temporada de 1983 y la tormenta tropical Paka de la temporada de 1997.

## Pronósticos
El 27 de mayo la Administración Nacional Oceánica y Atmosférica (NOAA, por su sigla en inglés) emitió su pronóstico de la temporada, anunciando una temporada por debajo de lo normal con un número de 9 a 15 tormentas nombradas, de 4 a 8 huracanes y de 1 a 3 huracanes mayores y un índice de ACE total del 45% al 95% del valor medio de 115 registrado en el período 1971-2007.

## Ciclones tropicales

### Tormenta tropical Agatha
En las primeras horas del 29 de mayo, la perturbación tropical que venía siendo monitoreada por el Centro Nacional de Huracanes de Miami (CNH) adquirió características de ciclón tropical. El primero de la temporada de 2010, fue bautizado Agatha mientras se encontraba al sur del golfo de Tehuantepec. A alrededor de las 3:40 p. m. PDT del 29 de mayo (22.40 UTC), la tormenta tropical Agatha tocó tierra en la costa cercana a la frontera Guatemala-México, al Sureste de Tapachula, México y comenzó a debilitarse. En las primeras horas del 30 de mayo, Agatha se disipó sobre las montañas del Oeste de Guatemala. La tormenta dejó más de 300 muertos y desaparecidos y un costo que superó los US$ 1.500 millones.
Véase
- El archivo de avisos del Centro Nacional de Huracanes de Estados Unidos sobre la Tormenta tropical Agatha. (en inglés)

### Depresión tropical Dos-E
Las imágenes satelitales del mediodía (UTC) del 16 de junio mostraron que el centro de baja presión formado unos días antes en las inmediaciones del golfo de Tehuantepec se había organizado y adquirido características tropicales. El CNH de Miami comenzó a emitir avisos sobre la Depresión tropical Dos-E, pronosticando que se fortalecería hasta alcanzar la intensidad de una tormenta tropical moderada. El gobierno de México comenzó a emitir avisos de tormenta tropical para los estados de Oaxaca y Guerrero. Sin embargo, todas las advertencias y avisos fueron descontinuados a las 11:00 a. m. Tiempo del Centro del día 17 cuando el sistema se disipó frente a las costas mexicanas de Oaxaca y Guerrero. No obstante, las lluvias asociadas a la depresión se extendieron hasta Oaxaca. Los organismos de protección civil en México junto con Conagua, lanzaron una advertencia por lluvias y vientos fuertes para la zona. En San Juan Bautista Tuxtepec, las inundaciones dañaron 82 casas, junto con otras 40 en Zimatlán de Álvarez. También se registraron vientos fuertes que provocaron voladuras de tejados y caídas de árboles.
Véase
- El archivo de avisos del Centro Nacional de Huracanes de Estados Unidos sobre la Depresión tropical Dos-E. (en inglés)

### Tormenta tropical Blas
El 12 de junio, una extensa área de baja presión fue monitoreada por el Centro Nacional de Huracanes. Cinco días después, el sistema ganó organización con fuerte convección cerca de su centro. Basado en esto, fue elevada a la categoría de Depresión Tropical Tres-E mientras se localizaba al este de la Depresión Tropical Dos-E la mañana del 17 de junio. Tan solo 40 minutos después de que el CNH emitiera el aviso inicial de su formación, la depresión se intensificó a tormenta tropical adquiriendo el nombre de Blas. Sin embargo, doce horas después el sistema comenzó a debilitarse, mientras se alejaba de la costa mexicana. Blas continuó con un lento pero persistente debilitammiento hasta que el día 21 de junio, con su disipación, se emitió el último aviso sobre el sistema.
Véase
- El archivo de avisos del Centro Nacional de Huracanes de Estados Unidos sobre la Tormenta tropical Blas. (en inglés)

### Huracán Celia
Una perturbación tropical se formó el 18 de junio al sur del golfo de Tehuantepec, con condiciones favorables para su desarrollo. En las primeras horas del día siguiente, el sistema fue designado como la depresión tropical Cuatro-E. Horas más tarde, al intensificarse se le asignó el siguiente nombre en la lista de ciclones: Tormenta tropical Celia, la tercera de la temporada. Se pronosticó que Celia se convertiría en huracán dentro de las siguientes 48 horas. En efecto, en la tarde del 20 de junio, Celia se convierte en el primer huracán de la temporada. La cizalladura vertical hizo que luego Celia no se intensificara tan rápidamente como se previó en un comienzo, provocando que mantuviese su intensidad. Sin embargo, el 21 de junio, el fortalecimiento se reanudó y el sistema fue elevado a la categoría 2 de la Escala de Saffir-Simpson, aunque por poco tiempo. Celia comenzó a debilitarse y volvió a la categoría 1 en la noche del 22 de junio, para luego reintensificarse el día 23 y convertirse en el primer huracán mayor de 2010. Celia experimentaba fluctuaciones en su intensidad, pero su fortalecimiento continuó y el día 24 de junio alcanzó la categoría 5, convirtiéndose así en el primer huracán de la temporada de dicha categoría, y el segundo huracán en registrar categoría 5 en el mes de junio en esta parte del Pacífico. Su pico fue de 260 km/h y una presión de 926 hPa. El 25 de junio, Celia fue reducido a categoría 4, pero comenzó a mostrar algunas características de huracán anular, como un amplio ojo rodeado de una pared simétrica de convección profunda. Celia comenzó a desplazarse por un entorno más hostil y rápidamente fue debilitándose sobre aguas abiertas del océano Pacífico. El 28 de junio el CNH emitió el último aviso sobre Celia al debilitarse y transformarse en un remanente.
Véase
- El archivo de avisos del Centro Nacional de Huracanes de Estados Unidos sobre el Huracán Celia. (en inglés)

### Huracán Darby
En la tarde del 20 de junio el CNH comenzó a monitorear una perturbación tropical ubicada al Sur-Sureste de Guatemala, en un ambiente propicio para su desarrollo. El sistema se fue organizando a medida que se movía hacia el Oeste-Noroeste y en las últimas horas del 22 de junio se emite el primer aviso de la recién formada depresión tropical Cinco-E. El 23 de junio, adquirió intensidad de tormenta tropical al sur del golfo de Tehuantepec y fue bautizada Darby, cuarta de la temporada. Dos días más tarde, Darby se convertía en el segundo huracán mayor de la temporada, al adquirir categoría 3. El sistema alcanzó un pico pasado el mediodía (PDT) del 25 de junio mientras avanzaba lentamente hacia el Oeste-Noroeste, sin poner riesgo serio sobre la costa mexicana. Sin embargo, hacia la noche del 26, Darby ya se había debilitado lo suficiente como para ser degradado a tormenta tropical. Su debilitamiento se enlenteció pero continuó hasta que el 28 de junio el CNH emitió el último aviso sobre Darby.
Véase
- El archivo de avisos del Centro Nacional de Huracanes de Estados Unidos sobre el Huracán Darby. (en inglés)

### Depresión tropical Seis-E
El 11 de julio, un centro de baja presión se desarrolló al Sureste de América Central. El sistema comenzó a organizarse lentamente al día siguiente, y luego de experimentar fluctuaciones, la convección se intensificó el 13 de julio. En la tarde del 14, el CNH lo clasificó como la sexta depresión de la temporada, mientras se alejaba de la costa de México. En la noche del 15 de julio, el sistema se había debilitado tanto debido a las condiciones adversas, que apenas tenía intensidad de depresión tropical. En las primeras horas del 16 de julio, la tormenta se disipaba y el CNH emitía el último aviso sobre Seis-E.
Véase
- El archivo de avisos del Centro Nacional de Huracanes de Estados Unidos sobre la Depresión tropical Seis-E. (en inglés)

### Tormenta tropical Estelle
El 4 de agosto, datos de radar indicaron que una zona de baja presión ubicada a unos 135 km al sur-sureste de Puerto Ángel, Oaxaca en México, había adquirido organización en un ambiente muy favorable para su desarrollo posterior. En la mañana del día siguiente, se iniciaron los avisos de la Depresión tropical Siete-E, que fue intensificándose hasta ser nombrada Estelle, quinta tormenta tropical de la temporada. Estelle comenzó a debilitarse el 8 de agosto sin haber constituido una amenaza sobre tierra alguna, y al día siguiente fue degradada a depresión tropical. El 10 de agosto, el sistema se convertía en un remanente de baja presión a unos 700 km al sursudoeste del extremo austral de la península de Baja California.
Véase
- El archivo de avisos del Centro Nacional de Huracanes de Estados Unidos sobre la Tormenta tropical Estelle. (en inglés)

### Depresión tropical Ocho-E
En la mañana del 20 de agosto, una perturbación tropical adquirió características tropicales a unos 350 km al oeste de Manzanillo, México. Con un breve margen de tiempo para su intensificación antes de adentrarse en aguas poco cálidas para sostener el sistema, el CNH comenzó los avisos de la recientemente formada Depresión tropical Ocho-E. Solo unas doce horas más tarde, la depresión comenzó a perder organización, disipándose el 22 de agosto.
Véase
- El archivo de avisos del Centro Nacional de Huracanes de Estados Unidos sobre la Depresión tropical Ocho-E. (en inglés)

### Huracán Frank
Alrededor de las 2:00 p. m. (PDT) del 21 de agosto, el Centro Nacional de Huracanes comenzó a emitir avisos sobre la formación de la Depresión tropical Nueve-E cuando se localizaba a 335 km al sur-sureste de Salina Cruz, México. En la mañana del día siguiente, la depresión se convuierte en la sexta tormenta tropical de la temporada. La intensidad de Frank fluctuó brevemente mientras se movía paralelo a la costa mexicana. Luego de pasar al sur de Acapulco, Frank comenzó a alejarse de la costa para ir ganando intensidad nuevamente, hasta convertirse en el tercer huracán de la temporada el 25 de agosto. El 27 de agosto, Frank comenzó un debilitamiento sostenido, siendo degradado a tormenta tropical pasado el mediodía y se convirtió en Depresión tropical el 28 de agosto, disipándose ese mismo día.
Véase
- El archivo de avisos del Centro Nacional de Huracanes de Estados Unidos sobre el Huracán Frank. (en inglés)

### Depresión tropical Diez-E
Un área de baja presión hacia el suroeste de México ganó suficiente organización para clasificarse como una Depresión Tropical la madrugada del 3 de septiembre cuando se localizaba a 355 km al sur de la punta austral de la Península de Baja California. Diez-E se disipó rápidamente sobre aguas más frías del Océano Pacífico la mañana del 4 de septiembre.
Véase
- El archivo de avisos del Centro Nacional de Huracanes de Estados Unidos sobre la Depresión tropical Diez-E. (en inglés)

### Depresión  tropical Once-E
Un área de baja presión en el golfo de Tehuantepec ganó suficiente organización para ser clasificada como Depresión Tropical el 3 de septiembre. Once-E tocó tierra durante las primeras horas del día 4 en las costas del estado de Oaxaca, en el sureste de México. Esta se disipó en la sierra de dicho estado tan solo unas horas después de haberse introducido en tierra.
Véase
- El archivo de avisos del Centro Nacional de Huracanes de Estados Unidos sobre la Depresión tropical Once-E. (en inglés)

### Tormenta tropical Georgette
El 21 de septiembre se formó la séptima tormenta tropical en el Pacífico oriental, a partir de un área de baja presión ubicada al Sur del Cabo San Lucas. En la tarde de ese mismo día, Georgette tocó tierra en la península de Baja California y después avanzó sobre el golfo de California, volviendo a tocar tierra en Sonora. Horas después el sistema se disipaba sobre las montañas de la Sierra Madre Occidental.
Véase:
- El archivo de avisos del Centro Nacional de Huracanes de Estados Unidos sobre la Tormenta tropical Georgette. (en inglés)

### Tormenta tropical Omeka
Casi tres semanas después del final oficial de la temporada de huracanes, un ciclón subtropical se desarrolló cerca de la línea internacional de cambio de fecha el 19 de diciembre. Se movió hacia el Pacífico occidental desarrollando un ojo, mientras se movía hacia el Sur y el Este. El sistema adquirió características tropicales y se le denominó Tormenta tropical Omeka el 20 de diciembre al cruzar la línea internacional. Omeka fue el primer ciclón que se formó fuera de la temporada desde la Tormenta tropical Paka de la temporada de 1997, y la tormenta más tardía al este de la línea internacional y al Norte de la línea ecuatorial desde que comenzaron los registros confiables en 1949. Además, Omeka fue el primer ciclón tropical del mes de diciembre en el hemisferio occidental desde la Tormenta tropical Olga del Atlántico en 2007.
Véase
- El archivo de avisos del Centro de Huracanes del Pacífico Central de Estados Unidos sobre la Tormenta tropical Omeka. (en inglés)

## Energía Ciclónica Acumulada
| 1                  | 23.7 | Celia | 5 | 2.65   | Estelle   |
| 2                  | 11.1 | Darby | 6 | (0.65) | Omeka     |
| 3                  | 8.22 | Frank | 7 | 0.61   | Georgette |
| 4                  | 2.72 | Blas  | 8 | 0.53   | Agatha    |
| Total: 49.6 (0.65) |      |       |   |        |           |

La tabla a la derecha muestra la Energía Ciclónica Acumulada (ACE, por sus siglas en inglés) para cada tormenta en la temporada. El ACE es una medida de la energía del huracán multiplicado por la longitud del tiempo en que existió, las tormentas que hayan pasado de un largo plazo, así como huracanes particularmente fuertes, tienen ACE alta. El ACE se calcula solamente a sistemas tropicales que exceden los 34 nudos (39 mph, 63 kilómetros por hora) o fuerza de tormenta tropical.
Las figuras en paréntesis señalan las tormentas en el océano Pacífico Central al Oeste de 140°W; los demás indican a los pertenecientes al océano Pacífico del Este.

## Nombres de ciclones tropicales
Los siguientes nombres serán usados para los ciclones tropicales nombrados que se formen en el océano Pacífico Este en 2009. Los nombres retirados, en el caso de haberlos, serán anunciados por la Organización Meteorológica Mundial en la primavera boreal de 2010. Los nombres no retirados de esta lista serán usados nuevamente en la temporada 2016. Los nombres que no hayan sido usados estarán marcados con gris, y los nombres con resaltado serán las tormentas activas. Esta es la misma lista que se usó en la temporada 2004.
| - Agatha - Blas - Celia - Darby - Estelle - Frank - Georgette - Howard (sin usar) | - Isis (sin usar) - Javier (sin usar) - Kay (sin usar) - Lester (sin usar) - Madeline (sin usar) - Newton (sin usar) - Orlene (sin usar) - Paine (sin usar) | - Roslyn (sin usar) - Seymour (sin usar) - Tina (sin usar) - Virgil (sin usar) - Winifred (sin usar) - Xavier (sin usar) - Yolanda (sin usar) - Zeke (sin usar) |

Para el océano Pacífico central se utilizan cuatro listas consecutivas cuyos nombres se usan secuencialmente hasta agotarlos, en vez de usarse una lista por año, debido al bajo número de ciclones que se forman cada año. El primer nombre para algún ciclón tropical que se forme en el Pacífico Central será Omeka. Los cuatro nombres siguientes son:
| - Omeka - Pewa (sin usar) | - Unala (sin usar) - Wali (sin usar) |

### Nombres retirados
- La Organización Meteorológica Mundial retiró un nombre de esta lista "Isis" por considerarlo inadecuado para nombrar a un huracán, por lo que a partir de la temporada de 2016 fue sustituido por "Ivette".